# Лутченко Артем Сергійович
Артем Сергійович Лутченко (нар. 4 січня 1992, Чернігів, Україна) — український футболіст, воротар.

## Життєпис
Футболом захопився у 7-річному віці. У ДЮФЛУ з 2005 року почав виступати за чернігівську «Десну». Перші тренери — Сергій Миколайович Бакун та Андрій Андрійович Процко. Ще під час одного з дитячих турнірів Артема помітив тренер «Севастополя» Олександр Володимирович Білобаба, а в 2007 році перейшов до юнацької команди вище вказаного клубу (виступав до 2009 року). Дорослу футбольну кар'єру розпочав 2009 року в «Севастополі-2», який виступав у чемпіонаті Криму. У сезоні 2009/10 та 2010/11 років перебував у заявці «Севастополі», але у Прем'єр-лізі України не грав, а виступав за дублюючий склад. Натомість отримував регулярну ігрову практику в «Севастополі-2». У вище вказаному клубу дебютував 24 липня 2011 року в програному (1:3) домашньому поєдинку 1-го туру групи Б Другої ліги України проти «Полтави». Артем вийшов на поле в стартовому складі та відіграв увесь матч. За два сезони, проведені в Другій лізі України, зіграв 41 матч.
З 2013 по 2020 рік виступав на аматорському рівні за ЛТК (Чернігів), «Фрунзенець» (Ніжин), «Кудрівку» (Сосниця) та «Кудрівку» (Ірпінь). У січні 2014 року намагався отримати професіональний контракт, побував на перегляді в «Десні», але до підписання угоди справа так і не дійшла. Навесні 2021 року повернувся до «Чернігова». У футболці «городян» дебютував 27 березня 2021 року в програному (0:1) домашньому поєдинку 14-го туру групи А Другої ліги України проти київського «Рубікону». Лутченко вийшов на поле в стартовому складі та відіграв увесь матч. Зіграв 3 поєдинки в Другій лізі України. З літа 2021 року захищав кольори «Голд Нафта» (Бахмач) у чемпіонаті Чернігівської області з футболу.